# Spencer Burford
Spencer Burford (San Antonio, 19 luglio 2000) è un giocatore di football americano statunitense che milita nel ruolo di offensive guard per i San Francisco 49ers della National Football League (NFL).

## Carriera

### San Francisco 49ers
Al college Burford giocò a football a UTSA. Fu nel corso del quarto giro (134º assoluto) del Draft NFL 2022 dai San Francisco 49ers. Debuttò come professionista partendo come titolare nella gara della settimana 1 contro i Chicago Bears. La sua prima stagione si chiuse con 16 presenze, tutte come partente.

## Palmarès
- National Football Conference Championship: 1

San Francisco 49ers: 2023